# Олимпий (деревня)
Олимпий — деревня, учитывающаяся в составе поселка Летнереченский на территории Летнереченского сельского поселения Беломорского района Республики Карелия России.

## География
Расположен на берегу Беломорско-Балтийского канала, на левом берегу реки Нижний Выг. Примерно в 1,5 км по автодороге 86К-33 находится  пос. Летнереченский.

## История
В 1916 году была открыта железнодорожная станция на линии Санкт-Петербург — Мурманск. Первоначальное наименование станции Мурманской железной дороги было Олимпий. В 1932 г. в связи со строительством Беломорканала деревня была перенесена к новой трассе Мурманской железной дороги в урочище Стреляиха.

## Инфраструктура
Путевое хозяйство. Действует железнодорожная станция Летний.

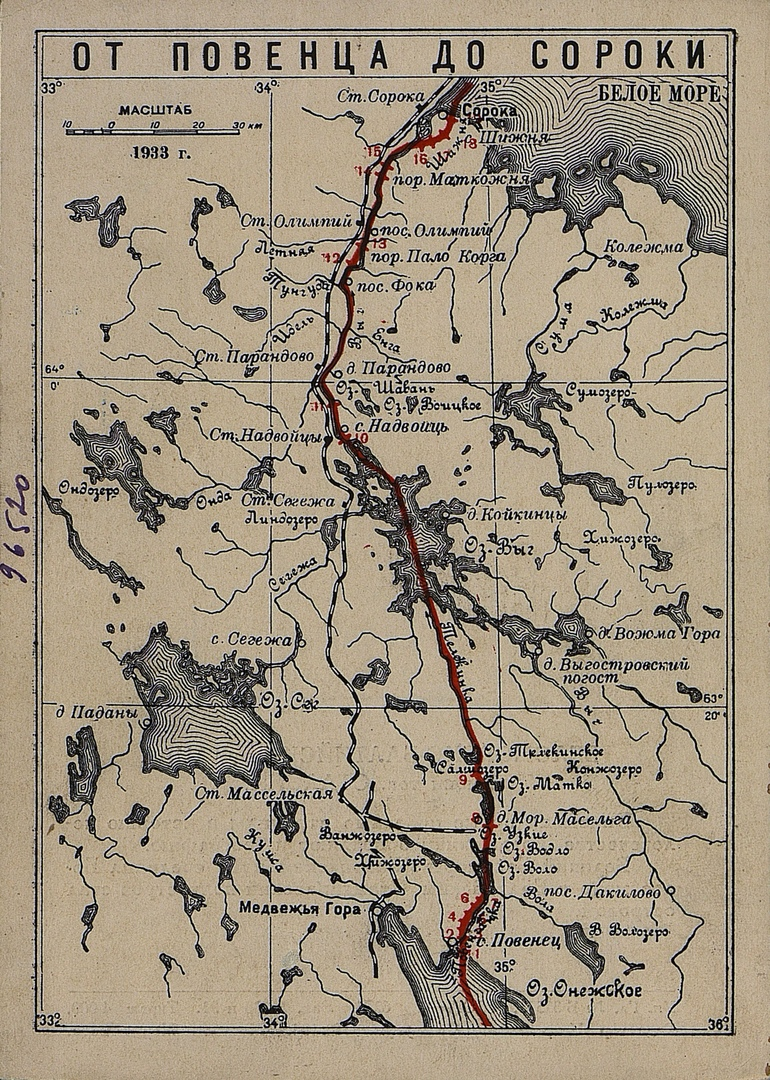
Ст. Олимпий на схеме, 1933 год.

## Транспорт
Проходит по окраине деревни региональная автодорога «Сосновец-Летнереченский» (идентификационный номер 86 ОП РЗ 86К-33).
У деревни находится железнодорожная станция Летний на 744,4 км перегона Тунгуда — Кильбо линии Санкт-Петербург — Мурманск.